# Hisax
Hisax ist eine Treibersoftware für passive ISDN-Karten für das Betriebssystem Linux.
Der Hisax-Treiber wurde ab 1995 von Karsten Keil entwickelt und war Teil des Linux-Kernels.
Mit der Einführung des 2.6er-Kernels wird Hisax praktisch nicht mehr weiterentwickelt. Das Nachfolgeprojekt nennt sich mISDN. Im 2019 veröffentlichten Kernel 5.3 wurde Hisax entfernt.